# Vriesea acuminata
Vriesea leopoldii là một loài thực vật có hoa trong họ Amaryllidaceae. Loài này được Ehlers mô tả khoa học đầu tiên năm 2002.